# Zsolt Németh (Hammerwerfer)
Zsolt Németh (* 9. November 1971 in Szombathely, Verwaltungsbezirk Vas) ist ein ungarischer Hammerwerfer.

## Sportliche Erfolge
Németh nahm an den Olympischen Sommerspielen 1996 teil, kam aber nicht über die Qualifikationsrunde hinaus.
Seinen größten Erfolg feierte Németh mit dem Gewinn der Silbermedaille bei den Leichtathletik-Weltmeisterschaften 1999 in Sevilla, als er sich mit 79,05 m nur Karsten Kobs (80,24 m) geschlagen geben musste.
Ebenfalls 1999 gewann Németh die Goldmedaille bei der Sommer-Universiade in Palma.

## Persönliche Bestleistungen
- Kugelstoßen – 18,51 m (2000)
- Diskuswurf – 50,59 m (2003)
- Hammerwurf – 81,56 m (1999)[1]

## Sonstiges
Bei einer Körpergröße von 1,90 Metern beträgt sein Wettkampfgewicht 110 kg.